# Channel 2
Channel 2 (in ebraico ערוץ שתיים, trasl. Arutz Shtaim, in italiano Canale 2) è stata una rete televisiva commerciale israeliana.
Le trasmissioni sono partite in via sperimentale il 23 ottobre 1986 mentre il lancio ufficiale è avvenuto il 4 novembre 1993. 
Con la fondazione della rete, sono state scelte tre concessionarie: Keshet, Telad e Reshet. Le tre concessionarie, che ricevettero un contratto di trasmissione per un decennio, decisero di scambiarsi tra loro i giorni di trasmissione durante la settimana, in modo che uno di loro avrebbe avuto tre giorni di trasmissione, e gli altri due soltanto due giorni.
Nell'aprile 2005, è stata presa una decisione da una commissione del Ministero delle comunicazioni, che entro la fine del decennio soltanto due dei concessionari avrebbero ricevuto i contratti di trasmissione per il decennio successivo. Dei quattro competitori (il quarto era "Kan"), "Keshet" e "Reshet" hanno ottenuto la concessione per continuare le trasmissioni. Telad, che ha perso la concessione di trasmissione, ha cessato le trasmissioni su Channel 2 la notte del 29 ottobre 2005.
Il canale è stato chiuso il 1º novembre 2017, poiché i due concessionari Keshet e Reshet hanno deciso di continuare le trasmissioni autonomamente; il canale, di conseguenza, è stato suddiviso in due distinte reti, Keshet 12 e Reshet 13.